# Portunus (Xiphonectes) pseudohastatoides
Portunus (Xiphonectes) pseudohastatoides is een krabbensoort uit de familie van de Portunidae. De wetenschappelijke naam van de soort is voor het eerst geldig gepubliceerd in 2006 door Yang & Tang.